# Gebirgsbahn
De Gebirgsbahn was een stalen achtbaan in het Duitse attractiepark Phantasialand in Brühl.

## Beschrijving
De Gebirgsbahn werd in 1975 geopend en werd gebouwd door Anton Schwarzkopf. De baan werd in het themagebied Wild West gebouwd en liep door een nagebouwd gebergte. De constructie was overwegend van hout. Vanwege het succes van de Gebirgsbahn, de eerste achtbaan van Phantasialand, werd drie jaar later in 1978 de aangedreven achtbaan Grand Canyon Bahn gebouwd in hetzelfde gebergte.
De Gebirgsbahn was de enige baan van het model Bobbahn uit Schwarzkopfs aanbod die ooit werd gebouwd. De attractie was dus uniek in de wereld.

## Brand
Door een technisch probleem, mogelijk kortsluiting in de Grand Canyon Bahn, brak op 1 mei 2001 brand uit in de attractie en door de houten constructie in de thematisering kon het vuur zich snel uitbreiden. Uiteindelijk brandde de gehele Gebirgsbahn en Grand Canyon Bahn uit. Het vuur ontstond rond 13:45 en was uiteindelijk om 15:30 onder controle. Bij de brand vielen geen dodelijke slachtoffers maar raakten 70 mensen (licht)gewond. De meeste gewonden hadden rookvergiftiging. De schade bedroeg 30 miljoen DM. Behalve het verlies van de achtbanen liep ook de ernaast gelegen attractie Chinatown en enkele andere aanpalende gebouwen grote schade op. Het gehele pretpark werd ontruimd en bleef enkele dagen gesloten. Doordat 1 mei een nationale feestdag was waren er 20.000 bezoekers die dag aanwezig die allemaal zijn geëvacueerd.
In totaal werden 600 brandweerlieden ingezet en werd de nabij liggende snelweg A553 tijdelijk afgesloten.